# Tôn Đức Thắng
Tôn Đức Thắng (ur. 19 sierpnia 1888 w Long Xuyên, zm. 30 marca 1980 w Hanoi) – polityk wietnamski, członek Komunistycznej Partii Wietnamu, prezydent Demokratycznej Republiki Wietnamu w latach 1969–1976. Od 1976 do 1980 prezydent zjednoczonego Wietnamu. 
Już w młodości był entuzjastycznym zwolennikiem komunizmu. W 1912 roku wstąpił do francuskiej marynarki wojennej. W latach 1918–1919 służył na krążowniku krążowniku pancernym „Waldeck Rousseau”, który został wysłany do Rosji, aby przeciwdziałać działaniom rewolucyjnym. Tôn Đức Thắng brał wówczas udział w nieudanym spisku, którego celem było przekazanie okrętu bolszewikom.
W 1925 roku brał udział w protestach przeciwko francuskiej interwencji w Chinach. W 1929 roku został aresztowany perz władze francuskie i wysłany do więzienia na wyspie Côn Sơn, gdzie przebywał do 1945 roku. 
W 1946 roku Tôn Đức Thắng powrócił do aktywności politycznej, po objęciu władzy przez Hồ Chí Minh, został przewodniczącym stałego komitetu rządu rewolucyjnego przy Zgromadzeniu Narodowym. W czasie I wojny indochińskiej kierował Narodowym Frontem Ludowym (Viet Lien), a po konferencji genewskiej, w wyniku której Wietnam został podzielony, Wietnamskim Frontem Ojczyźnianym.  
W 1960 roku został wiceprezydentem Demokratycznej Republiki Wietnamu, a w 1969 roku, po śmierci Hồ Chí Minha - prezydentem. Po zakończeniu wojny wietnamskiej i powstaniu Socjalistycznej Republiki Wietnamu nadal pełnił urząd prezydenta. Zmarł 30 marca 1980, mając 91 lat, był wówczas najstarszym żyjącym przywódcą komunistycznym. Po jego śmierci tymczasową funkcję prezydenta objął Nguyễn Hữu Thọ. 
W roku 1967 został laureatem Międzynarodowej Leninowskiej Nagrody Pokoju.